# Mistrzostwa Unii Europejskiej w Boksie Mężczyzn 2009
Mistrzostwa Unii Europejskiej w Boksie Mężczyzn 2009 – 7. edycja Mistrzostw Unii Europejskiej w boksie amatorskim mężczyzn, które odbyły się w duńskim Odense, w dniach 14–20 czerwca 2009. Tabelę medalową wygrali pięściarze z Irlandii. Zawody odbyły się pod egidą organizacji normującej boks amatorski w Europie - European Boxing Confederation (EUBC; wcześniej European Amateur Boxing Association; EABA). Kolejne mistrzostwa UE w boksie odbyły się dopiero w 2014.

## Medaliści
| Kategoria wagowa |                    |                    |                                 |
| ---------------- | ------------------ | ------------------ | ------------------------------- |
| –48 kg           | Tommy Stubbs       | Łukasz Maszczyk    | Istvan Ungvari                  |
| –51 kg           | Khalid Yafai       | Declan Geraghty    | Norbert Kalucza Joe Gage        |
| –54 kg           | Denis Makarov      | John Joseph Nevin  | Andrew Selby Luke Campbell      |
| –57 kg           | David Oliver Joyce | Sandro Schaer      | Craig Evans Michał Chudecki     |
| –60 kg           | Eugen Burhard      | Thomas Stalker     | Filip Palic Eric Donovan        |
| –64 kg           | Bradley Saunders   | Gyula Káté         | Philip Sutcliffe Lewis Rees     |
| –69 kg           | Balázs Bacskai     | William McLaughlin | Orhan Ozturk Scott Cardle       |
| –75 kg           | Darren O'Neill     | Stephan Alms       | Bogdan Juratoni Konstantin Buga |
| –81 kg           | Imre Szellő        | Obed Mbwakongo     | Kenneth Egan Hrvoje Sep         |
| –91 kg           | Con Sheehan        | Juan Oliva Aleman  | Dominik Milko Warren Baister    |
| +91 kg           | Erik Pfeifer       | Istvan Bernath     | Francesco Rossano Razvan Cojanu |

### Tabela medalowa zawodów
| Poz. | Państwo   |    |    |    | Łącznie |
| ---- | --------- | -- | -- | -- | ------- |
| 1    | Irlandia  | 3  | 3  | 3  | 9       |
| 2    | Anglia    | 3  | 2  | 3  | 8       |
| 3    | Niemcy    | 3  | 1  | 1  | 5       |
| 4    | Węgry     | 2  | 1  | 2  | 5       |
| 5    | Walia     | 0  | 1  | 4  | 5       |
| 6    | Polska    | 0  | 1  | 1  | 2       |
| 7    | Hiszpania | 0  | 1  | 0  | 1       |
| 7    | Dania     | 0  | 1  | 0  | 1       |
| 9    | Chorwacja | 0  | 0  | 2  | 2       |
| 9    | Rumunia   | 0  | 0  | 2  | 2       |
| 11   | Włochy    | 0  | 0  | 1  | 1       |
| 11   | Holandia  | 0  | 0  | 1  | 1       |
| 11   | Słowacja  | 0  | 0  | 1  | 1       |
| Poz. | Łącznie   | 11 | 11 | 21 | 43      |